# The Hands Resist Him
The Hands Resist Him, conosciuto anche come il quadro maledetto di eBay, è un dipinto realizzato ad Oakland, California dall'artista Bill Stoneham nel 1972. Ritrae un ragazzo e una bambola davanti a una porta a vetri dietro la quale sono raffigurate delle mani. Secondo l'artista, la figura del ragazzo è modellata su una vecchia fotografia che lo ritraeva all'età di cinque anni. La porta a vetri rappresenterebbe il confine tra il mondo reale e quello dei sogni e delle possibilità, mentre la bambola è la guida che accompagnerà il ragazzo attraverso la porta. Le mani, infine, rappresenterebbero appunto le vite e le possibilità alternative alla realtà. Nel febbraio del 2000, il quadro è diventato oggetto di una leggenda metropolitana e di un cosiddetto meme di internet, allorquando è stato messo in vendita su eBay con una presentazione che sosteneva che fosse stregato.

## Storia
Il dipinto fu esposto per la prima volta in una galleria a Los Angeles nei primi anni settanta, e fu recensito da un critico d'arte del Los Angeles Times. Fu acquistato dall'attore John Marley, conosciuto per il ruolo di Jack Woltz ne Il padrino.
Dopo la morte di Marley, nel 1984, il dipinto venne acquisito da una coppia di californiani, che lo trovò nel deposito di una vecchia fabbrica.
Il quadro comparve su eBay nel 2000, venduto dalla suddetta coppia. Secondo i proprietari, sull'opera incomberebbe una sorta di maledizione. La descrizione sosteneva infatti che i personaggi del dipinto si muovessero nottetempo e che talora addirittura uscissero dal quadro per entrare nella stanza in cui esso si trova. La pagina di eBay mostrava anche varie fotografie a riprova di quanto sostenuto: il personaggio femminile avrebbe impugnato una pistola con cui minacciava il personaggio maschile, costringendolo a uscire dal quadro. L'inserzione infine conteneva un esonero di responsabilità dei venditori per eventuali danni subiti dall'acquirente.
L'inserzione fu subito ripresa da molti siti internet e divenne un fenomeno virale. Alcuni sostennero di essersi sentiti male alla sola vista dell'immagine. La pagina di eBay fu visitata oltre 30.000 volte.
Dopo un'iniziale offerta di 199 dollari, il quadro ricevette oltre trenta offerte e fu venduto alla fine per 1.025 dollari. L'acquirente finale, la Perception Gallery in Grand Rapids, Michigan, contattò l'autore Bill Stoneham per metterlo al corrente della bizzarra vicenda. Stoneham si disse molto sorpreso dei racconti che circolavano attorno alla propria opera. Secondo l'artista, l'oggetto che i venditori su eBay sostenevano fosse una pistola in mano alla bambola era in realtà la batteria della medesima..
Stoneham ha però raccontato che sia il proprietario della galleria in cui il quadro fu esposto per la prima volta, sia il critico che per primo lo recensì per il L.A. Times morirono entro un anno da quando erano entrati in contatto con l'opera.

## Altri quadri della serie
Nel 2003 a Stoneham fu commissionato una sorta di seguito del dipinto maledetto. L'artista realizzò quindi un quadro intitolato Resistance at the Threshold, che ritrae gli stessi personaggi quarant'anni dopo. Stoneham ha stipulato un accordo con gli acquirenti del primo quadro per poter venderne delle copie autografate in tre diverse dimensioni. Le stampe di entrambi i dipinti sono acquistabili dal sito ufficiale dell'autore.
Tra 2012 e 2021 Stoneham ha realizzato altri tre dipinti appartenenti alla stessa serie. I primi due, sempre su commissione, si intitolano The Threshold of Revelations e The hands invent him: nel primo l'artista, ormai anziano, è intento a pescare una carpa da uno stagno, mentre la bambola si toglie una maschera rivelandosi una bambina vera; nel secondo, la scena del primo dipinto è vista da dietro la porta, mentre un bambino identico al protagonista è intento a dipingere l'intera scena. L'ultimo quadro della serie si intitola What Remains ed è stato dipinto dall'autore in risposta all'eccessivo clamore creato dai suoi quadri: raffigura la soglia del primo quadro trasformata in sepolcro, con un teschio, due piedi in alto a destra e reliquie del passato. 

## Cultura di massa
- L'immagine di The Hands Resist Him è stata utilizzata, con opportuna autorizzazione, in vari prodotti di cultura popolare.
  - Il dipinto compare nel cortometraggio del 2005 Sitter, diretto da A. D. Calvo[8].
  - Il quadro è riprodotto nella copertina del CD dei Carnival Divine[9].
  - Compare anche nel videogame argentino Scratches.